# احمدآقا مغانلی
احمدآقا اکبر اوغلو قربانوف (مُغانلی) (۱۰ مه ۱۹۲۶، ناحیه بیلاسووار - ۴ اوت ۲۰۰۱، باکو) نویسنده، فیلمنامه‌نویس و تدوینگر فیلم اهل کشور جمهوری آذربایجان بود. او فیلمنامهٔ فیلم نبرد در کوهستان را نوشته بود.